# Acer laurinum
Acer laurinum é uma espécie de árvore do gênero Acer, pertencente à família Aceraceae.